# Ignaz Pallauf
Ignaz Pallauf (* 29. April 1766 in Reischach; † unbekannt) war ein bayerischer Bierbrauer und Abgeordneter.

## Werdegang
Pallauf war in Neuötting beheimatet. Als Vertreter des Unterdonaukreises gehörte er von 1825 bis 1828 als Abgeordneter der Klasse V der Kammer der Abgeordneten der bayerischen Ständeversammlung an.